# 高雄市私立中山高級工商職業學校
中山學校財團法人高雄市中山高級工商職業學校（英語：Chung Shan Industrial & Commercial School，縮寫CSIC），簡稱中山工商，位於中華民國高雄市大寮區會社里正氣路79號，是高雄地區歷史最悠久的私立綜合型高級中等學校，設有普通科、綜合高中與職業類科及進修學校，是全臺灣人數最多的高級中等學校。

## 歷史
中山工商之前身為「中山中學」。創立於1957年9月21日。當時董事為緬懷中華民國國父孫中山先生而將其校名取為「中山」，經省教育廳核准立案，正式招收高、初中學生，首任董事長徐銓先生，校長李浩仁先生，首屆畢業生高中部58人，初中部510人。
1968年9月11日因應國民教育，國小免試入學及省辦高中，因而停招初中部。後自1969年以後，董事會曾數度改組，先後由吳建亞先生及楊義發先生繼任董事長，校長亦於1972年改由吳承天先生擔任，隔年改由凌先化先生擔任，學校經管人員更動頻繁，乃至疏於管教學生，數年間校風日漸敗壞，學生問題叢生，惡名昭彰，竟至數次招不到學生，學生人數驟減至只剩47人。
1974年7月26日董事會第四度改組由省議員蔡來福先生及縣議員洪周金女女士邀集附近地區熱心教育的人士組成，聘請蔡華山先生為校長，陳國清先生擔任副校長。 當時社會型態轉變，發展技職教育逐為趨勢，1975年6月23日奉省教育廳核准改制為「私立中山高級工商職業學校」，初設化工、機工、綜合商業等三科，提供更多工商建設之技術人力。蔡華山校長復兼美國陶氏化學公司太平洋地區總經理，後因商務繁忙而無法兼顧校務，乃於1977年辭職，校長遺缺由董事會聘時任副校長陳國清接任校長。1979年秋蔡來福董事長因被任命為台灣省政府委員而離職，董事會敦請省議員林再生先生接任，1993年林再生董事長過世，由洪周金女女士繼任董事長。
2011年5月，變更校名為中山學校財團法人高雄市中山高級工商職業學校。2011年11月12日，擴增新校舍「觀日大樓」做為幼兒園用地；並增設幼保學程，以培育社會幼保人才，並借助中山附幼，供幼保學程學生擁有良善實習環境與機會；後於2014年，為使教學資源更豐富完善，以提升學生學習成效與輔導，正式成立幼保科。2013年，因應社會型態變遷，多媒體產業日益蓬勃，以致多媒體人才需求，特設多媒體技術科。2016年8月，陳國清校長退休，改由時任副校長林昭億先生為校長，終於結束39年的校長生涯。2022年5月，復辦國中部。 2024年8月6日，林昭億校長卸任，改由李昱平先生為校長。

### 校慶
中山工商初任董事為緬懷國父孫中山先生，而將11月12日國父誕辰紀念日定為校慶日。

### 校長

#### 中山中學時期
- 第一任:李浩仁
- 第二任:吳承天
- 第三任:凌先化

#### 中山工商時期
- 第四任:蔡華山
- 第五任:陳國清
- 第六任:林昭億
- 第七任:李昱平

## 校園環境與建築
| 建名稱                     | 圖片 | 簡介 |
| -------------------------- | ---- | --- |
| 校門                       |      | 走進中山的校園，校門口一塊石碑「凡進此校園，一切為教育」。 |
| 國父銅像                   |      | 董事會創校時，為紀念國父孫中山先生，便以「中山」為校名。而校名「中山」是期望勉勵校園中的師生學習國父這般堅持、努力改進的精神。 |
| 禮門、義路                 |      | 「禮門」與「義路」的設計概念來自孔廟。它們位於大成門兩旁，在中山裏的的「禮門」與「義路」位於博愛大樓與逸仙大樓之間，學生每日自禮門進入校園，象徵願意接受學校教育的洗禮，並期許自己在學校中努力學習，成為循規蹈矩、五育兼備的好學生。當高中三年畢業，於畢業典禮當天，學生將經由義路走出校門，象徵三年學習有成，並期許進入社會，能成為堂堂正正的好公民，對社會有所貢獻。                                                  |
| 無塵花園                   |      | 1992年，學校提出「無塵、無煙、無傷害」三無運動，並全面禁菸，期勉師生淨化心靈，締造沒有垃圾及無菸害之校園，期許同學注意運動安全、交通安全與工業安全，建立零傷害的校園。並豎立無塵花園為中山桃花源，進而推廣三惜運動「惜福、惜物、惜緣」。 無塵花園採中國式庭園設計，綠草如茵，高低起伏，假山飛瀑，錦鯉游泳、花木繽紛，椰子樹，鐵樹，筆筒樹挺立其間。另外，花園旁邊設無塵花園咖啡吧，是學校提供餐飲科學生另一個實習場所。 |
| 中山大樓                   |      | 中山大樓是最學校最早建立的建築物，它見證了中山由一個只有47名學生的小學校成長茁壯至今日的擁有萬餘名學生的大型中學之歷史。 |
| 逸仙大樓                   |      | 中山重要行政單位的所在地，採中國傳統式宮殿設計，意涵學校雖然在不斷革新進步中，但扔需根植於優良的傳統文化。逸仙大樓建築正面標示校名，背面揭是該校六大精神：負責、細心、耐心、坦誠、自動、領導，更是期許同學在三年的學習中，能夠具備這些優良的人格特質。 |
| 博愛大樓                   |      | 命名為「博愛大樓」，希望期勉師生效法國父孫中山先生的博愛精神。大樓樓頂鐘塔採西洋哥德式設計。平時則象徵晨鐘暮鼓、晨昏定省，期許師生能每日自省修身。 |
| 六和敬大樓                 |      | 採鋼骨結構，由名建築師黃舉元設計，耗資二億餘元，歷時約21個月，終於落成啟用，名為「六和敬」大樓。 1997年，更聘請三義雕刻名師林進川先生，雕刻呈現六和敬精神的木雕。此木雕中的內容為佛陀為芸芸眾生講到時，萬物呈現共存、共享、和善的境界，並呈現以下的意境：菩提園裏，天降甘霖，佛光普照，花開富貴，松柏常青，芸芸眾生，福祿壽喜，事事如意，年年有餘，桃李滿天下。                                                         |
| 親民大樓 明德大樓 至善大樓 |      | 1990年代，中山的學生人數大幅增加，素質亦提升。因應學生人數增加，為提供全校師生一流的教育環境，相繼興建明德大樓與親民大樓。其中明德大樓靠操場的外牆設計為「中山工商」連體的字樣，該設計並被中華民國建築師學會評選為當年的建築金龍獎。1997年，興建至善大樓，與先前的明德、親民大樓相連接，而完成「大學之道，在明明德，在親民，在止於至善」的命名典故。                                                                    |
| 若水大樓                   |      | 老子道德經：「上善若水。水善利萬物而不爭，處眾人之所惡，故幾于道。居善地，心善淵，與善仁，言善信，政善治，事善能，動善時。夫唯不爭，故無尤。」 此闡明水是萬物生命之源。卻不爭鋒頭、往低處流。老子認為其最接近天道，寓意包含：付出、不爭、謙恭、涵養及卑下等等特性，並強調「夫唯不爭，故無尤」，因此「若水」之特質恰能澄清何謂「上善」之定義取，以其期勉師生故名為「若水」。                                             |
| 觀日大樓                   |      | 觀日大樓仿歐洲城堡設計，為綜高幼保學程與普通高中部之校舍，也是中山附幼所在地。名「觀日」其意，「觀」有細看、意識、觀點之一，而「日」則意味著光熱和生命的起源，以表達「希望與愛」。 |

## 學校運動校隊

### 中山工商女子排球隊
中山工商女排隊自1974年籌組。1980年，陳國清校長商請林光宏教練進入中山工商指導女子排球隊，同時指導大寮國中排球隊，參加中等學校運動會獲得冠軍。

#### 榮譽
- 世界中學排球錦標賽
  - 2004年冠軍
  - 2006年殿軍
  - 2008年冠軍
  - 2010年第五名
- 高中排球聯賽
  - 84、86、87、88、90、92、93、94、96、98、04、08、09、10冠軍
  - 81、83、85、89、91、97、05、07、08亞軍
  - 80、82、99、00、02、03、06季軍

### 中山工商女子足球隊
中山工商足球隊於1981年創立，並曾代表國家赴挪威參賽，但因兵源不足，球隊組訓工作不得不告終止。直到1993年自高雄市鳳西國中投效一批青少年好手，便開啟了至今近10年的霸業：中山第二批女足，是由鳳西國中及彰化福興國中聯合組成，這一批選手原本是要到鳳新高中就讀，因當時鳳新高中教務主任缺凡對體育運動組訓方面的經驗而作罷。經鳳西國中教練奔走下，轉而向中山工商尋求支援，也開啟了鳳西國中與中山工商之間對足球運動培訓工作的開端。而該批選手在剛進入校園不久便在全國青年盃獲得第二名，更代表國家赴芬蘭赫爾辛基杯與瑞典戈夏杯一舉拿下兩座國際賽冠軍。高三時又增加鳳西國中的幾位生力軍，除了青年盃冠軍外，更跨組爭戰社女金車聯，以些微積分屈居第二，撼動了國內女足生態。現今中山工商聘請了國內優秀的教練在校帶領團隊：高文福、賴冠州、黃哲明、王政義、陳雅玲等擁有國家級教練資格之前任或現任國家代表隊選手。

#### 榮譽
- 全國青年盃
  - 冠軍：2001、2002、2003、2010
  - 亞軍：2011
  - 殿軍：2004
- 中華民國全國中等學校運動會足球賽
  - 亞軍：2002
  - 季軍：2003、2007
- 全國中等學校足球聯賽
  - 冠軍：2011、2013、2018
  - 亞軍：2012

## 外部連結
- 高雄市私立中山高級工商職業學校網站 （页面存档备份，存于）
- 教育部—中山學校財團法人高雄市中山高級工商職業學校
- 高雄市私立中山工商附屬幼兒園 （页面存档备份，存于）
- 中山工商FB粉絲專頁 （页面存档备份，存于）

## 備註
1. 1 2  教育部統計處. . 2019年3月  [2019年3月29日]. （原始内容存档于2019年6月21日）.
2. ↑  教育部統計處. . 2019年3月  [2019年3月29日]. （原始内容存档于2019年6月21日）.

22°36′02.00″N 120°23′36.00″E / 22.6005556°N 120.3933333°E